# Johnson City (Kansas)
Johnson City – miasto w Stanach Zjednoczonych, w stanie Kansas, siedziba administracyjna hrabstwa Stanton.